# 제미니 5호

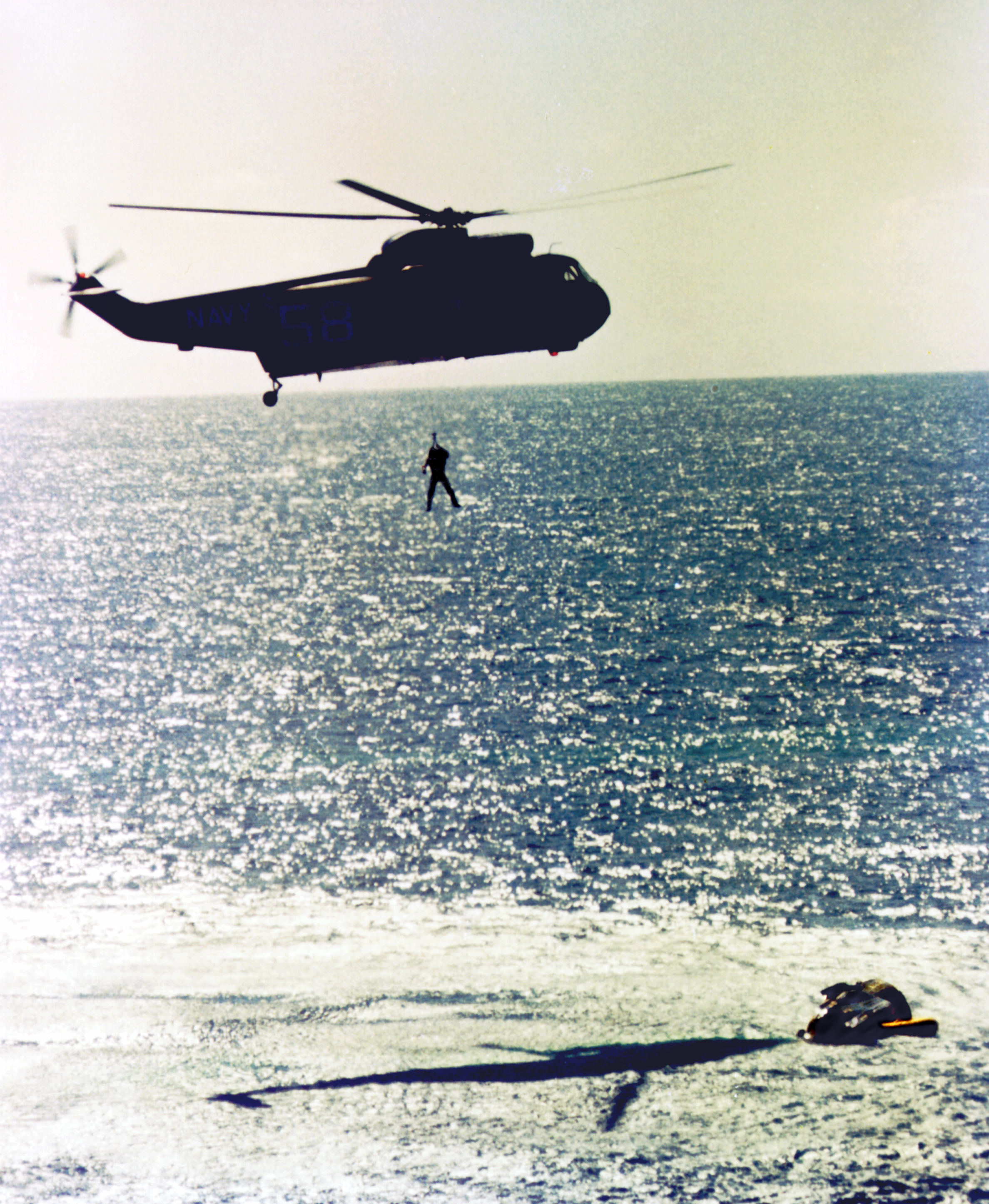
구조되는 고든 쿠퍼

제미니 5호(Gemini 5)는 미국의 제미니 계획에 의해서 발사된 미국 항공우주국(NASA)의 유인 우주선이다. 1965년 8월 21일에 타이탄 II GLV 로켓으로 발사되어 1965년 8월 29일에 귀환했다. 승무원은 고든 쿠퍼와 찰스 콘라드의 두 명이다. 다른 제미니 계획의 임무들과 마찬가지로 아폴로 계획에 의한 달까지의 왕복 비행을 위한 장기간의 유인 우주비행 실험을 목적으로 발사되었다. 비행 시간은 약 8일이다.

## 승무원
- 고든 쿠퍼 (선장)
- 찰스 콘라드 (파일럿)

### 백업 승무원
- 닐 암스트롱 (선장)
- 엘리어트 시 (파일럿)

## 개요
제미니 5호의 목적은, 달 비행 계획을 위해서 장기간의 우주 체류를 실험하고 그것이 가능하다는 것을 증명하는 것이었다. 제미니 4호에서는 4일간의 우주 비행이었지만, 제미니 5호에서는 연료 전지를 사용해 8일 간의 우주 체류를 목표로 하고 있었다.
제미니 5호는 1965년 8월 21일에 케이프커내버럴 공군 기지에서 타이탄 II 로켓을 이용해서 발사되었다. 제미니 5호의 최초 임무는 동시에 발사된 중량 34 kg 정도의 소형 위성(REP)과의 랑데부 시험이었다. 그러나 연료 전지 작동이 부진했기 때문에, 전력이 부족해 이 시험은 취소되었다. 비행 3일째에 실제 기체와의 랑데부는 아니지만, 랑데부를 위한 궤도 제어 비행 시험을 실시하였다. 5일째에는 궤도 자세 제어 시스템(OAMS)의 추진 장치 중 1기가 고장나 몇 개의 시험이 중지되었다. 이 외에 지구 관측이나 의학적 실험을 실시하였다. 대기권 재돌입 시에는 우주선을 기울여 그 양력을 이용해 예전 기체들보다 좀 더 제어가 가능한 재돌입 방법을 취했다. 제미니 5호는 예정 착수 지점보다 약 130 km 떨어진 대서양 해상에 착수하였다. 미국 국방부는 제미니 5호를 지원하기 위해 인원 10,265명과 항공기 114기, 함정 19척을 투입하였다.
제미니 5호는 휴스턴 우주 센터에 보관 전시되고 있다.

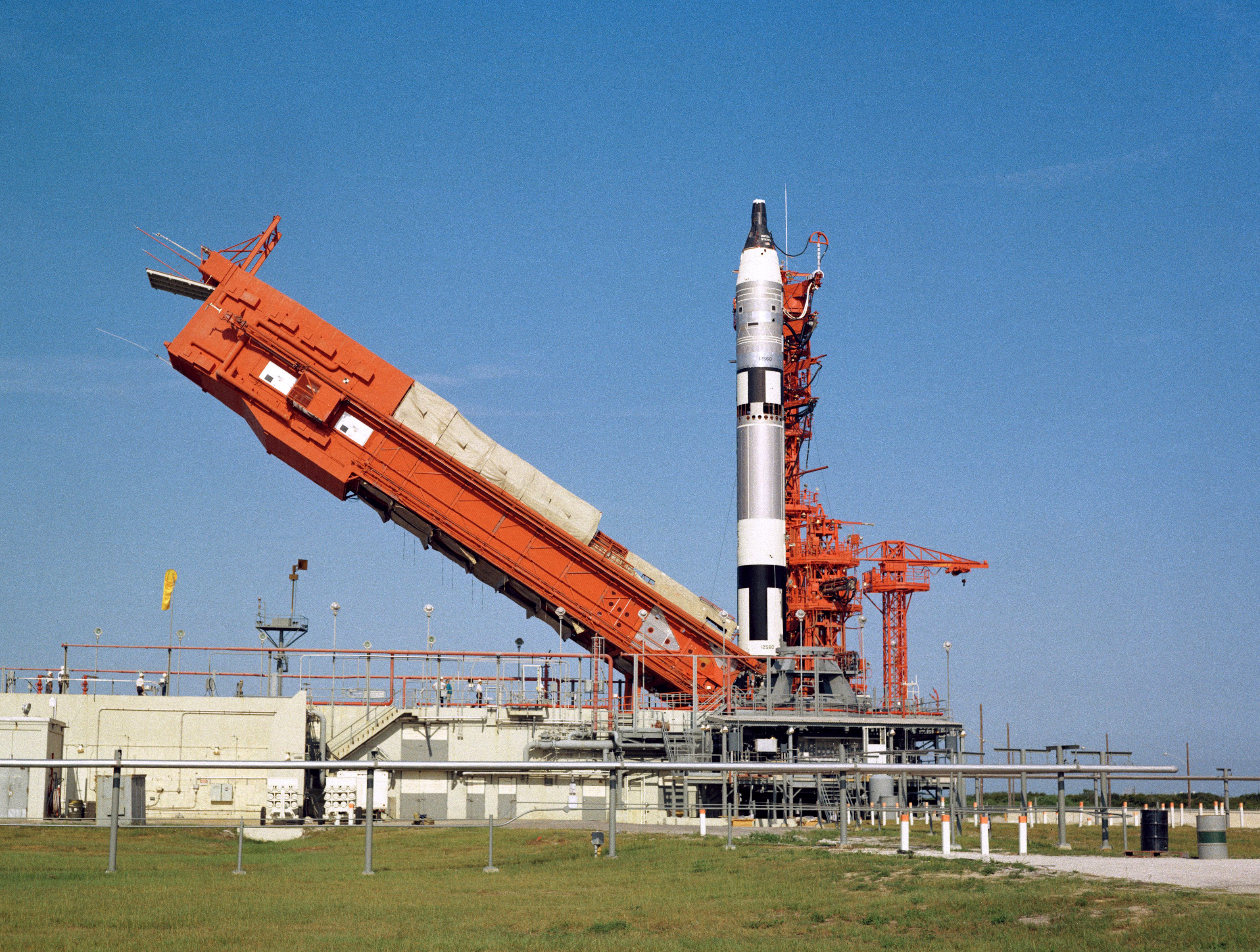
발사대기중인 제미니 5호

## 같이 보기
- 스플래시다운
- 우주 캡슐
- 우주 탐사